# Gablete

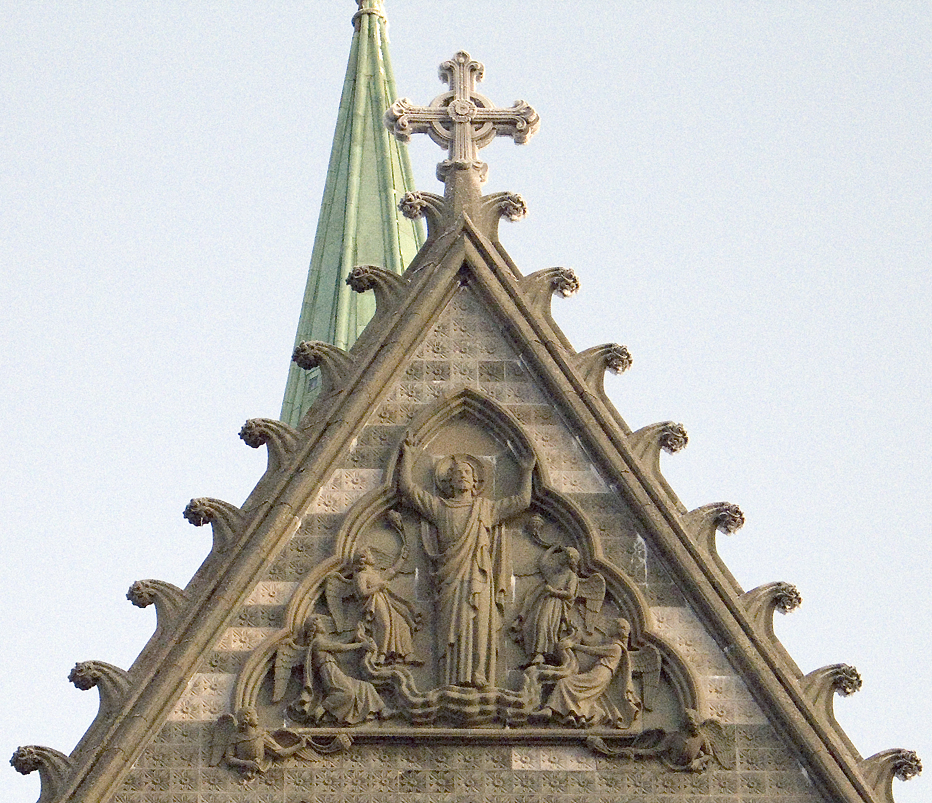
Gablete na Catedral de Nidaros, na Noruega.

O gablete, também chamado pinhão, é uma parede ornamental triangular, construída sobre um arco, vão de porta, portal ou janela (a fachada ou o muro penal ou lateral) em cima do qual recaem as duas águas da cobertura. Foi muito utilizado na arquitetura gótica para proporcionar uma maior ilusão de verticalidade aos edifícios. Pode apresentar elementos decorativos laterais no vértice ou ainda ser rendilhado em traceria.